# Kamo (Armenia)
Kamo (in armeno Կամո?) è un comune di 1 456 abitanti (2008) della provincia di Shirak in Armenia.